# Собор Святого Якова (Шибеник)
Собор Святого Якова (хорв. Katedrala sv. Jakova) — римо-католицький собор у місті Шибеник, Хорватія. Кафедральний храм Шибеницької дієцезії, один із 7-ми хорватських соборів, що носять почесний статус «малої базиліки». Є шедевром середньовічного далматинського зодчества, над яким послідовно працювали Юрай Далматинець і Нікола Флорентинець. 2000 року включений до списку Світової спадщини ЮНЕСКО від Хорватії.

## Архітектура
Собор св. Якова у Шибенику — тринавова культова споруда. Висота купола — 32 м. Вівтарна частина собору завершується трьома апсидами і прямокутною ризницею. 
Обидві бічні нави і вівтарна частина з апсидами оперезані смугою з 74 скульптурами. Північна стіна собору розділена колонами і прикрашена готичними вікнами. Портал північного фасаду оздоблений зображеннями Адама та Єви, святого Петра і святого Якова.

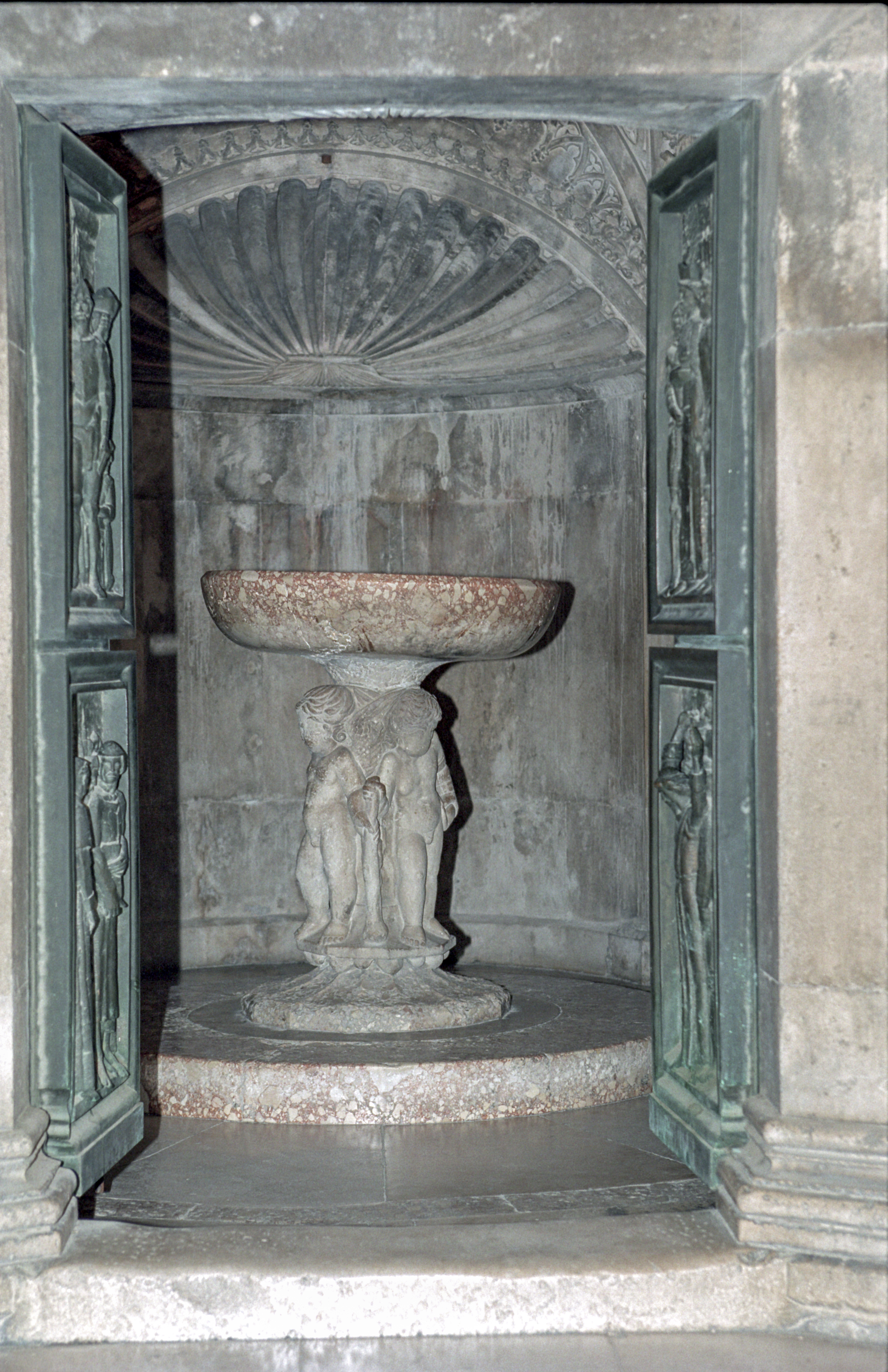
Баптистерій собору

Найвражаючою частиною собору є його дах і купол, створені під керівництвом Флорентинця, цілком з каменю у тій же техніці, яка застосовувалася його попередником — Юраєм Далматинцем при будівництві нефів і апсид. Стеля центральної та бічних нав утворює напівкругле склепіння, яке видно як зсередини, так і зовні собору. Під куполом розташований восьмикутний барабан з 16-ма вікнами. Портал головного фасаду, до якого ведуть широкі сходи, виконаний у формі трилисника, логічно продовжуючи тринавову структуру внутрішнього простору.
Примітним є баптистерій собору, розташований у південній апсиді. Це невелике, кругле приміщення з нішами, розташованими між колонами. На вершинах колон — статуї старозавітних пророків. Стеля баптистерію прикрашена зображеннями Бога-Отця, янголів і херувимів. У центрі баптистерію хрещальна купіль, за основу яких правлять фігури хлопчиків.
У соборі похований ряд єпископів Шибеника.

## Історія
Ідея про створення в Шибенику великого собору виникла ще 1298 року, коли Шибеник отримав статус міста і став центром єпархії. В 1412 році усе далматинське узбережжя підпало під владу Венеційської республіки, що спричинило бурхливий розвиток прибережних міст і створення великої кількості архітектурних шедеврів. Будівництво собору в Шибенику розпочалося в 1431 році на місці старої церкви. Будівництво здійснювалося у готичному стилі з сильним впливом венеційської архітектури.
1441 року міська рада Шибеника доручила подальші роботи зі зведення собору знаменитому архітектору і скульптору Юраю Далматинцю. Спеціально для будівництва цього собору Далматинац винайшов особливий метод кладки кам'яних плит, що дозволив йому звести неф і апсиди собору повністю з каменю, без жодної цегли і дерев'яної балки. Для оздоблення стін храму майстер також вирізьбив 74 скульптури, що зображують його сучасників. Далматинац працював над будівництвом собору до самої смерті в 1475 році, не встигнувши, таким чином, звести купол храму.
Естафету в роботі над Шибеницьким собором у Далматинця перейняв ще один відомий зодчий — Нікола Фірентинац (Флорентинець). Він продовжив будівельні й оздоблювальні роботи у стилі тосканського ренесанса, створивши скульптури св. Михаїла, св. Якова й св. Марка. Під його керівництвом були зведені бічні галереї, дах і верхня частина фасаду. Але головним його внеском у будівництво храму стало зведення купола собору.
Флорентинець також не дожив до закінчення будівництва Шибеницького собору. Після його смерті в 1505 році будівництво храму завершувалось під керівництвом Бартоломео з Местри та його сина, які закінчили будівельні роботи за кресленнями Фірентинаця. 1536 року будівництво собору нарешті було завершено. 1555 року храм був освячений, як кафедра дієцезії Шибеника. У цьому ж статусі він використовується до наших днів.
Купол собору був пошкоджений сербськими бомбардуваннями у вересні 1991 року під час війни за незалежність Хорватії. Всі пошкодження були повністю усунені в ході подальших реставрацій.
2000 року собор святого Якова в Шибенику був включений до списку Світової спадщини ЮНЕСКО від Хорватії.